# デュランダル (爆弾)

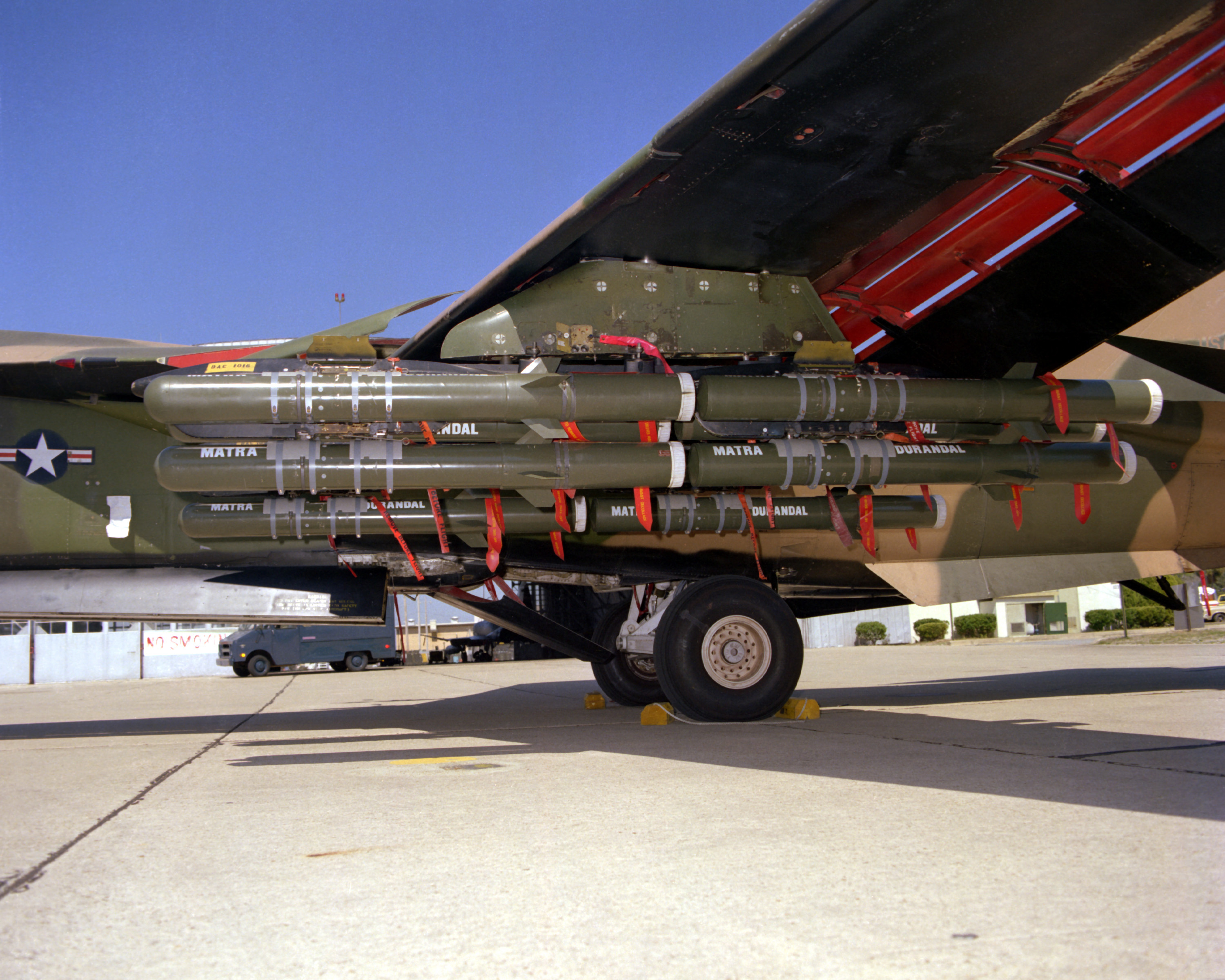
ジェネラル・ダイナミクスF-111 アードバークに搭載されたBLU-107 デュランダル

デュランダル（Durandal）は、フランスのマトラ社（現在のEADS傘下のMBDA社）が開発した滑走路破壊用特殊爆弾。航空機搭載爆弾であり、フランス以外にもイスラエル、アメリカ（BLU-107として採用）など世界各国で採用された。名前の由来は、『ローランの歌』の主人公ローランの持つ剣『デュランダル』から命名された。

## 概要
デュランダルは、低高度からの投下を前提に設計されており、投下されるとパラシュートを開き、姿勢制御および着弾までの時間を稼ぐようになっている。無誘導兵器であるため、進入方向を滑走路沿いにする事で投入タイミングを稼ぐ。
標的の滑走路や誘導路に対して垂直の姿勢をとった段階でパラシュートは切り離され、固体ロケットモーターに点火、900km/h 程に加速し滑走路に突入する。滑走路下の地中に突き刺さった時点で起爆し、地中での爆発により地表爆発よりも大きく修復困難なクレーターを滑走路に造る。このクレーターにより固定翼機の離着陸を不可能にすることで基地機能を麻痺させ、航空部隊を無力化する。
クレーターの大きさは滑走路の状態によるが、深さ5m×直径16mに達する。また、時限信管を取り付け、滑走路の復旧作業中に爆発させて作業を妨害する事も可能である。
デュランダルと従来の遅延信管破砕兵器との最大の違いは、独自の二段式弾頭にある。主弾頭の爆発は滑走路にクレーターを作ると同時に、小型の副弾頭をさらに深部に突入させ、通常1秒の遅延で炸裂させる。これにより、クレーターの直径よりも15m程度広い範囲の滑走路舗装面を最大50cmほど浮き上がらせる効果があり、単純な穴の埋め戻し作業による仮復旧を不可能にする。
復旧作業の困難化を狙った遅延の長時間化は、後期型から採用された。

## 実戦投入
第三次中東戦争（六日戦争）において、イスラエル国防軍による1967年6月5日の先制攻撃時に、イスラエル空軍の第一次攻撃隊がエジプト、シリア、ヨルダン、イラクの空軍基地に対してデュランダルを使用し、滑走路を破壊した。この攻撃によりアラブ諸国空軍の戦闘機（MiG-17、MiG-19、MiG-21、Su-7、ホーカー ハンター）や爆撃機（Il-28、Tu-16）の半数は離陸不可能となり、機銃掃射や第二次以降の攻撃隊の無誘導爆弾やナパーム弾で破壊され、イスラエルの制空権は確固たるものとなった。

## 要目
- 全長：2.5m
- 直径：223mm
- 全重量：204kg
- 弾頭：高性能爆薬約15kg